# Палм Бич Шорс (Флорида)
Палм Бич Шорс (енгл. Palm Beach Shores) град је у америчкој савезној држави Флорида. По попису становништва из 2010. у њему је живело 1.142 становника.

## Демографија
Према попису становништва из 2010. у граду је живело 1.142 становника, што је 127 (10,0%) становника мање него 2000. године.
| Група             | 2000.         | 2010.         |
| Белци             | 1.117 (88,0%) | 1.095 (95,9%) |
| Афроамериканци    | 115 (9,1%)    | 13 (1,1%)     |
| Азијати           | 6 (0,5%)      | 2 (0,2%)      |
| Хиспаноамериканци | 27 (2,1%)     | 27 (2,4%)     |
| Укупно            | 1.269         | 1.142         |